# Les Papas de Francine
Les Papas de Francine est un film muet français réalisé par Jean Durand et sorti en 1909.

## Distribution
- Gaston Modot